# رضوية (مشهد)
رضوية‌ (بالفارسية: رضویه) هي منطقة سكنية تقع في إيران في Razaviyeh District. يقدر عدد سكانها بـ 2,785 نسمة .